# Червень 2012
Че́рвень 2012 — шостий місяць 2012 року, що розпочався у п'ятницю 1 червня та закінчився в суботу 30 червня.

## Події
- 30 червня
  - Храм Різдва Христового у Вифлеємі став першим об'єктом у списку світової спадщини Палестини, нового члена ЮНЕСКО. На сесії, що проходить у Санкт-Петербурзі з 24 червня по 6 липня, до списку було включено ще 15 інших об'єктів.[1][2]
- У місті Калуші Івано-Франківської області урочисто відкрили пам'ятник генерал-хорунжому УПА Роману Шухевичу у день 105-ї річниці від дня його народження[3].
- 28 червня
  - Верховний Суд США визнав конституційною реформу охорони здоров'я Барака Обами, за якою запроваджується обов'язкове медичне страхування для всіх громадян США[4]
  - Помер французький письменник Робер Сабатьє, член Гонкурівської академії, автор роману «Шведські сірники».[5]

- 24 червня
  - Помер Самотній Джордж — самець галапагоської черепахи, останній представник підвиду Абінгдонської слонової черепахи.[6]
- 12 червня
  - П'ятий день Євро 2012.
    - У Вроцлаві матчем між збірною Греції та збірною Чехії розпочався другий тур чемпіонату Європи з футболу. Перемогу здобула збірна Чехії з рахунком 1:2.[7]
    - На Національному стадіоні у Варшаві збірна Росії та збірна Польщі зіграли у нічию 1:1.[8]

  - У Гродненській області Білорусі впав літак Су-25.У результаті події пілот машини загинув.[9]

- 11 червня
  - Четвертий день Євро 2012.
    - збірна України перемогла збірну Швеції з рахунком 2:1.[10]
    - збірна Франції і збірна Англії зіграли внічию 1:1.[11]

  - У віці 60 років помер триразовий олімпійський чемпіон з боксу у важкій вазі Теофіло Стівенсон.[12]

- 10 червня
  - Під час аварійної посадки літака Л-410 з парашутистами біля Бородянки Київської області п'ятеро людей загинули, 13 постраждали.[13].
  - У міжнародному аеропорту Праги «Рузине» вибухнув і згорів пасажирський літак ATR 42, що належить чеському національному авіаперевізнику ЧСА. Постраждалих немає. Збитки від інциденту оцінено в 200 мільйонів чеських крон (близько 10 мільйонів доларів США).[14]
  - У Луцьку о четвертій ранку стався обвал 5-поверхового житлового будинку, у результаті якого загинули двоє чоловіків[15].
  - В районі курортного міста Шарм-ель-Шейх у Єгипті стався землетрус силою 4,1 бала за шкалою Ріхтера[16].

- 8 червня
  - У Варшаві матчем Польща—Греція розпочалось Євро-2012.[17]

- 6 червня

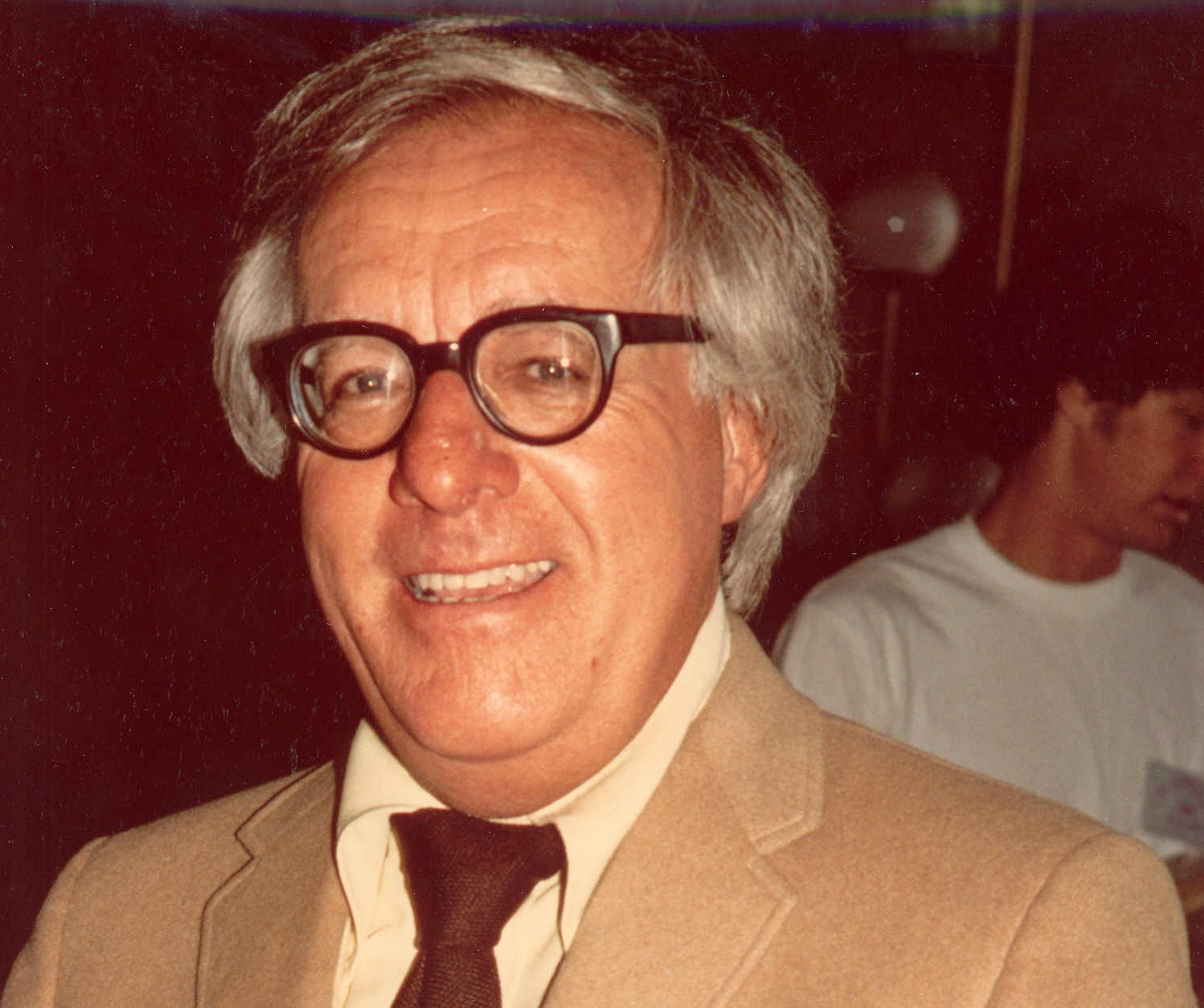
Рей Бредбері

  - У 91-річному віці помер американський письменник-фантаст Рей Бредбері.
  - Китайські вчені збільшили Велику стіну більш ніж удвічі.[18][19]

- 5 червня
  - Транзит Венери на тлі диску Сонця.

- 4 червня
  - На 78-му році життя пішов з життя Едуард Хіль, російський оперний та естрадний співак.[20]

- 2 червня
  - Додому повернулися дев'ять українських моряків. Майже рік вони провели без нормальної їжі, питної води і без зарплатні. Членів екіпажу корабля «Віктор Лекарєв» на рейді біля берегів Туреччини напризволяще покинула компанія-судновласник.[21]
  - Повалений президент Єгипту Хосні Мубарак був засуджений до довічного ув'язнення за співучасть у вбивстві демонстрантів під час громадянських заворушень.

- 1 червня
  - Леонід Черновецький пішов у відставку з посади мера Києва.
  - У Броварах невідомі спалили автомобіль головного редактора газети «Вісник Києва» Юлії Шпак.[22]
  - З плавучої платформи «Одісей», що на екваторі у Тихому океані в районі острова Різдва (Республіка Кірибаті), успішно стартувала ракета-носій «Зеніт-3SL» з американським космічним апаратом Intelsat-19[23].